# Rhynchozoon scopulorum
Rhynchozoon scopulorum is een mosdiertjessoort uit de familie van de Phidoloporidae. De wetenschappelijke naam van de soort is voor het eerst geldig gepubliceerd in 1992 door Ryland & Hayward.